# Bel-Ridge
Bel-Ridge és una població dels Estats Units a l'estat de Missouri. Segons el cens del 2000 tenia 3.082 habitants.

## Demografia
Segons el cens del 2000, Bel-Ridge tenia 3.082 habitants, 1.180 habitatges, i 748 famílies. La densitat de població era de 1.469,1 habitants per km².
Dels 1.180 habitatges en un 36,9% hi vivien nens de menys de 18 anys, en un 23,7% hi vivien parelles casades, en un 34,4% dones solteres, i en un 36,6% no eren unitats familiars. En el 30% dels habitatges hi vivien persones soles el 5,1% de les quals corresponia a persones de 65 anys o més que vivien soles. El nombre mitjà de persones vivint en cada habitatge era de 2,6 i el nombre mitjà de persones que vivien en cada família era de 3,26.
Per edats la població es repartia de la següent manera: un 32,5% tenia menys de 18 anys, un 12,3% entre 18 i 24, un 29,4% entre 25 i 44, un 18,8% de 45 a 60 i un 7% 65 anys o més.
L'edat mediana era de 28 anys. Per cada 100 dones de 18 o més anys hi havia 74 homes.
La renda mediana per habitatge era de 27.500 $ i la renda mediana per família de 33.550 $. Els homes tenien una renda mediana de 29.844 $ mentre que les dones 21.576 $. La renda per capita de la població era de 13.073 $. Entorn del 13,5% de les famílies i el 16,7% de la població estaven per davall del llindar de pobresa.

## Poblacions més properes
El següent diagrama mostra les poblacions més properes.